# Epipactis guegelii
Epipactis guegelii är en orkidéart som beskrevs av Karl Robatsch. Epipactis guegelii ingår i släktet knipprötter, och familjen orkidéer.
Artens utbredningsområde är Rumänien. Inga underarter finns listade i Catalogue of Life.